# Madosma Q601
Madosma Q601 je nový[kdy?] typ smartphonu vyvinutý společností Mouse Computer z Japonska. Podporuje čtvrtou generaci mobilního komunikačního systému. Jedná se o špičkový smartphone od výrobce Mouse Computer. Tento model byl uveřejněn jako druhý produkt s operačním systémem Windows 10 Mobile. První smartphone od Mouse Computer byl  Madosma Q501, který byl vyráběn v roce 2015 s operačním systémem Windows Phone 8.1.
Dne 22. února 2016 byly uveřejněny základní specifikace tohoto modelu včetně vyobrazení výrobku na internetu. Poté, co byl prototyp vystaven na výstavě Mobile World Congress 2016 ve Španělské Barceloně, se začal prodávat od 28. července a to přímo na prodejních místech společnosti Mouse Computer a na jejich e-shopech se spotřební elektronikou pod názvem Rakuten. Ve srovnání s předchozím modelem Madosma q501 má výrazně lepší parametry, jako je například paměť RAM, výdrž baterie a kvalitu displeje. Model je nakonfigurován se systémem Octacore s 1,5 GHz a 1,2 GHz Quad-Core. Displej je typu IPS z tekutých krystalů. Ve Spojených státech byl navíc přidán systém Corningu Gorilla Glass 3 na povrch displeje, díky němuž dosáhl displej vynikající pevnosti a trvanlivosti. Komunikační systém je kompatibilní s LTE, 3g, a 2g. LTE komunikace může být používána ve všech světových frekvenčních pásmech.